# Портес
Портес (на гръцки: Πόρτες, в превод Врата) е курортно селище в Егейска Македония, Гърция, в дем Неа Пропонтида, административна област Централна Македония. Портес има население от 304 души (2001).

## География
Портес е разположено в шийката на полуостров Касандра, на север от Потидейския канал, на брега на Солунския залив.